# Bixi (mitologia)
Bixi, (en xinès simplificat: 赑屃; en xinès tradicional: 贔屃; en pinyin Bìxì, en romanització Wade-Giles Bixi), és una figura de la mitologia xinesa. És un dels nou fills del Rei Drac i es representa amb un cap de drac i a la seva esquena, una gran closca de tortuga. Aquest drac gaudeix de diversos significats depenent de la seva localització. Bixi és un personatge relacionat amb la força, resistència i estabilitat; per la seva capacitat de suportar grans objectes pesats. També, la seva representació com a tortuga drac, guarda una estreta relació amb la longevitat i sabiduria. Fins i tot se'l relaciona amb la sort.
Bixi, conegut com la tortuga drac,es troba sovint en objectes commemoratius i carregant objectes pesats com esteles o monuments de pedra. Aquestes escultures, que combinen una base en forma de tortuga amb una llosa vertical inscrita, s'utilitzaven principalment per a preservar textos importants o edictes imperials, així com per a commemorar figures destacades. Per això Bi Xi es representa amb forma de tortuga amb una gran closca preparada per soportar un gran pes.
La seva figura és popular en la iconografia funerària i arquitectònica a la Xina, on se l'associa també amb la longevitat  ja que les tortugues son essers amb una llarga vida.
Particularment la figura de Bi xi es troba en context funerari dels seus posteriors emperadors i per commemorar esdeveniments importants, com una visita imperial o, per exemple, l'aniversari de la victòria en la Segona Guerra Mundial.
També l'escultura de bixi ha estat i és usada a les bases de ponts i arcades. Les Escultures de Bixi tradicionalment són fregades per la gent per atreure's la bona sort. Representacions de Bixi poden trobar-se en diverses parts d'Àsia oriental a més de la Xina; per exemple al Japó, Corea, Vietnam, Mongòlia i l'Extrem Orient Rus.
Aquesta connexió s'origina en antigues llegendes que ho associen amb l'ajuda en la construcció de monuments duradors, en particular després del control de les inundacions atribuït al mític Yu el Gran, qui l'utilitza en les bases d'aquestes estructures per la seva resistència i estabilitat.
Una de les construccions més famoses on es troben representacions d'aquest personatge es a la Ciutat Prohibida, a Pekín, l'antic Palau imperial de la monarquia xinesa durant el regnat de la dinastía Ming i Qing. També es pot trobar a altres palaus i jardins imperials i llocs d'interès històric, així com llocs pintorescs de tot el país.

## Història mitològica
Alguns afirmen que va ser ell, i no una tortuga, qui va ajudar Yu el Gran, el llegendari governant antic, a controlar el diluvi i reconstruir el món després d'aquest. Va ser sobre la seva esquena, i no sobre la d'una tortuga, que es van construir les esteles de pedra. Es suggereix que l'estela erigida sobre la seva esquena romandrà dempeus durant segles; a més, les dents esmolades de Bixi també podrien defensar-la d'invasions externes. Quan s'estaven enderrocant les antigues muralles de Pequín, es van trobar fragments de la seva estàtua a la base de les portes Dongbianmen i Xibianmen, d'aquí la creença que Pequín reposa sobre la closca de Bixi. La longevitat excepcional era intrínseca a Bixi, de la mateixa manera que a les tortugues, i les seves figuretes de jade es regalaven a les persones grans en el seu seixantè aniversari.
Diu la llegenda que el drac té nou fills, que es diferencien entre si en aparença, naturalesa i disposició.
En molts llocs històrics podeu veure una gran criatura semblant a una tortuga que porta una enorme tauleta de pedra a l'esquena. Aquesta criatura no és altra que el fill gran del drac, Bi Xi, encara que sovint la gent el confon amb una tortuga. A Bi Xi li encanta portar coses pesades a l'esquena, així que sovint se'l veu portant una tauleta de pedra. A més, la seda representació també está conectada amb la longevitat i la sort.
El segon fill del drac és Chi Wen(螭吻). Li agrada quedar-se als llocs alts amb la boca ben oberta, així que sovint se'l veu als ràfecs dels terrats dels edificis palaciegues. El cap de Chi Wen s'assembla al del drac, i té un cos gruixut i curt. Una espasa s'endinsa a l'esquena amb el mànec al descobert. Es diu que l'espasa s'utilitza per evitar que aquest animal intractable fugi. A banda i banda de Chi Wen hi ha petits dracs.
El tercer fill es diu Pu Lao (蒲牢). És petit i sovint rugeix, així que es queda dalt de les campanes, cantant juntament amb la campana. De vegades, Pu Lao apareix amb dos caps.
El quart fill, Bi An (狴犴), sembla un tigre. De llengua llarga, és el director de la presó. El caràcter xinès yu (presó) està format per tres caràcters més petits. El personatge de banda i banda vol dir gos, i el del mig significa conversa. Junts, vol dir que dos gossos estan parlant. De vegades, Bi An fa de guàrdia fora de l'oficina del govern.
El cinquè fill, Tao Tie , és cobdiciós. Es diu que aquesta criatura fins i tot menja éssers humans però no els empassa mai, perquè té cap però no cos. Tao Tie s'utilitza com a decoració en recipients de cuina i, per tant, té prou per menjar.
El sisè fill, Ba Xia (蚣蝮), sembla un animal aquàtic i, per tant, s'utilitza per decorar les baranes dels ponts o adornar la sortida dels desguassos. A la Xina, una aixeta d'aigua s'anomena "longtou" o "cap de drac".
El setè fill, Ya Chi (睚眦), és sanguinari. Aquesta criatura de front ferotge s'utilitza per decorar els mànecs de ganivets o espases.
El vuitè fill, Suan Ni (狻猊), sembla un lleó i li encanta el fum, el foc i el soroll, per això s'acostuma a decorar els encensers dels temples. Així és capaç d'escoltar els sons de campanes i tambors al matí i al vespre.
Jiao Tu (椒图), el novè fill del drac, és poc sociable i excèntric. Es nega a conèixer cap visitant. Està fixat a la porta per agafar la aldaba. Representa la protecció i la privacitat de la llar.
Hi ha diverses explicacions dels fills del drac. Aquesta explicació es basa en un llibre escrit per Yang Shen, un erudit de la dinastia Ming.

## Representacions a la Xina
La tradició d'esteles-tortuga es va originar a començaments del segle iii (a la fi de la dinastia Han). D'acord amb l'enquesta duta a terme el 1957 per Chêng Tê-k'un (鄭徳坤), l'estela de tortuga més antiga existent es pensa que és la que està a la tomba de Fan Min (樊敏), al comtat de Lushan, a la ciutat prefectura de Ya'an a la província de Sichuan. L'arqueòleg francès Victor Segalen havia identificat l'estela com a monument de principis de la dinastia Han; autors d'avui dia estan d'acord, per regla general i li donen la data de 205 dC. L'estela té una part superior arrodonida amb un disseny de drac en baix relleu -precursor del disseny de "«dos dracs entrellaçats»" que era molt comú en aquest tipus d'esteles, també a les dinasties Ming i Qing, més de mil anys més tard.
A l'antiga tradició xinesa la tortuga sovint ha estat el símbol de gran longevitat; la seva forma es va associar amb l'estructura de l'univers; atribuint a les tortugues un poder diví per determinar el seu ús per a l'endevinació. Tots aquests factors podrien servir com a base per a la selecció d'una tortuga com una criatura simbòlica, la imatge de la qual ha de representar instal·lacions dissenyades per l'eternitat. Alguns autors occidentals hi van expressar l'opinió que el motiu de «pedestal-tortuga» està associat amb les tradicionals tortugues índies sostingudes a l'espatlla d'un elefant, sobre la qual descansa el món sencer.
La presència de Bi Xi en la cultura material simbolitza l'estabilitat i la permanència, així com el desig d'immortalitzar assoliments i records a través de monuments duradors.

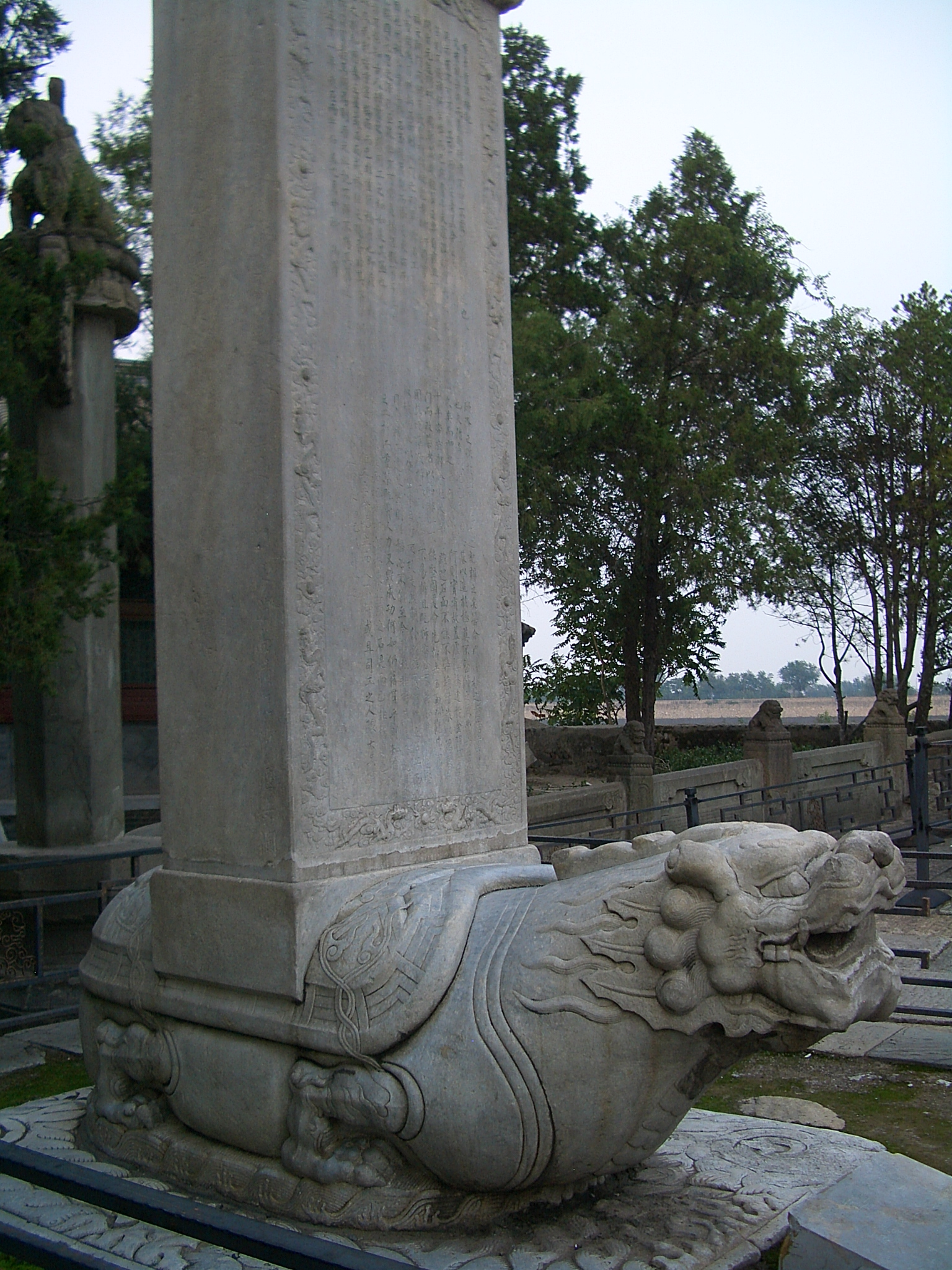
Estela de Bi Xi en memoria de la reconstrucció del pont de Marco Polo, Beijing

Segons Segalen, aquestes escultures formen part del paisatge dels monuments funeraris i cerimonials, complint tant funcions decoratives com simbòliques. S'utilitzen especialment com a bases per a esteles, representant estabilitat, permanència i força. Les tortugues drac, com a suport d'esteles, simbolitzen la connexió entre el món terrenal i l'espiritual. Això reflecteix el respecte cap als ancestres i la importància de commemorar la història mitjançant escultures duradores. Aquestes escultures no nomes són ornaments, sinó que també serveixen per a reforçar l'estructura física de les diverses esteles i altres monuments. La figura robusta de la tortuga-drac transmet la idea de resistència i longevitat. Cal destacar també el seu paper com a guardianes simbòliques de la memòria col·lectiva. Aquest ús va ser comú des de la dinastia Han, evolucionant amb les tècniques escultòriques de les dinasties posteriors on agafarà més rellevància com la dinastia Ming i Qing.

Una de les esteles més reconegudes on es pot trobar a Bixi es l'estela creada en memoria  de la reconstrucció del pont Marco Polo per part de l'emperador Qianlong, Pequín,el 1785. En apuesta estela trobem com a la part inferior, hi ha el cap de drac amb les característiques dels dracs xinesos, seguit de una closca amb aparença de tortuga que es atravesada per una gran estructura rectangular de pedra. Representa el desigual de preservació de la història, el récord i la longevitat.

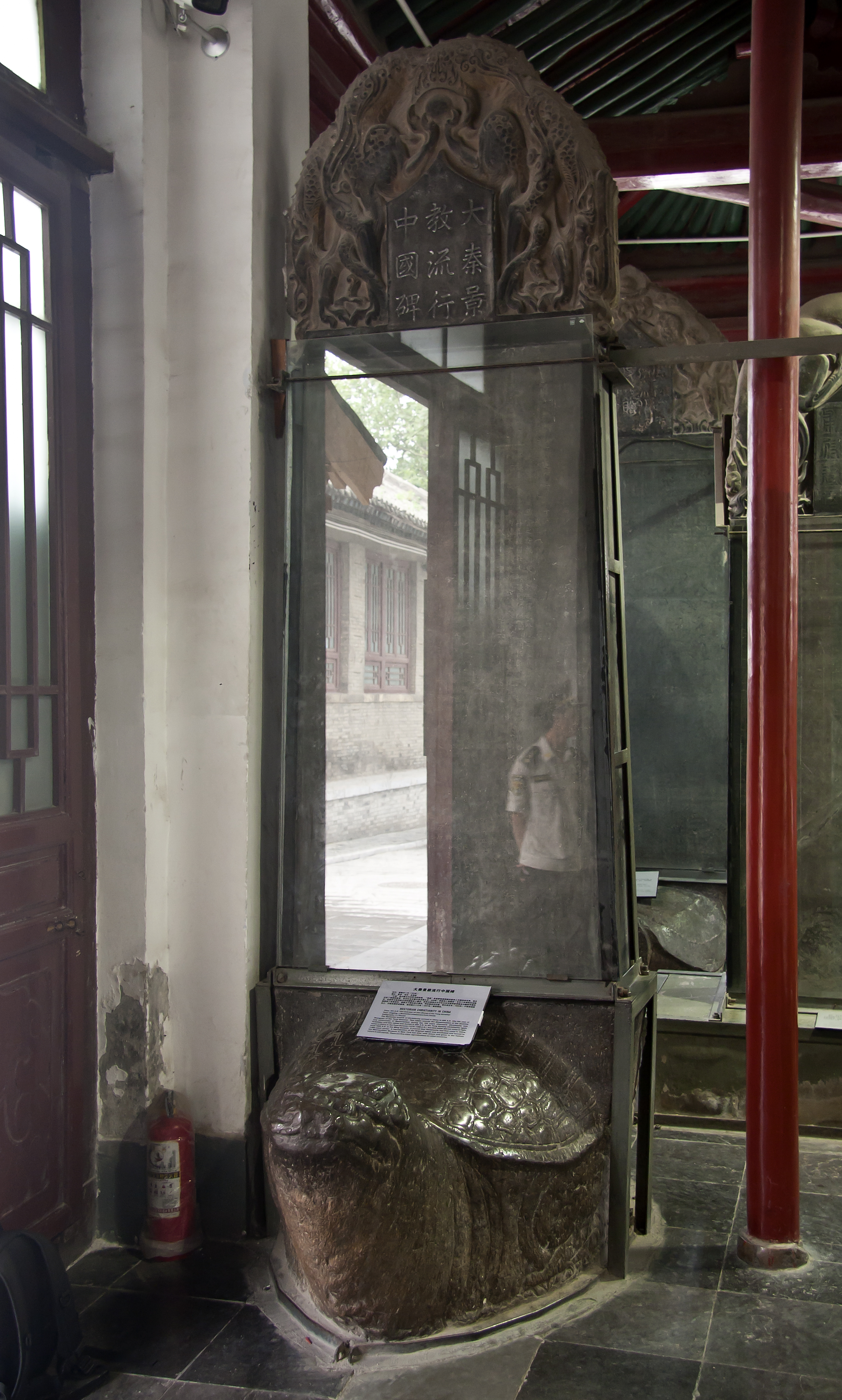
L'estela nestoriana cristiana de Singafu en l'actualitat (any 2016) a la qual se li ha posat posteriorment com a plint una escultura de Bixi.

La Estela nestoriana, també coneguda com a  Tauleta nestoriana de Si-Ganfu, és una estela epigràfica de l’època de la dinastia Tang. Va ser erigida l’any 781 a Siganfu, al territori que correspon actualment al comtat de Zhōuzhí, a la província de Shaanxi. Aquest monument documenta un segle i mig de presència del cristianisme a la Xina. L’estela, de 279 cm d’alçada, està tallada en un bloc de pedra calcària i conté inscripcions en xinès (1.756 caràcters) i en siríac (70 paraules). Les inscripcions descriuen l’existència de diverses comunitats cristianes al nord de la Xina i aporten dades significatives sobre el reconeixement oficial dels nestorians per part de l'emperador Taizong, el qual va ser possible gràcies als esforços del missioner Alopen l’any 635.

### La Ciutat Prohibida
La Ciutat Prohibida, situada a Pequín, va ser durant segles el cor de l'Imperi Xinès. Construïda sota el mandat de l'emperador Yongle de la dinastia Ming, aquest majestuós complex va servir com a residència oficial dels emperadors i centre cerimonial del govern. El disseny de la Ciutat Prohibida s'inspirà en palaus de dinasties anteriors, com les dinasties Sui i Tang, i en el primer palau Ming construït a Nanjing pel pare de Yongle.

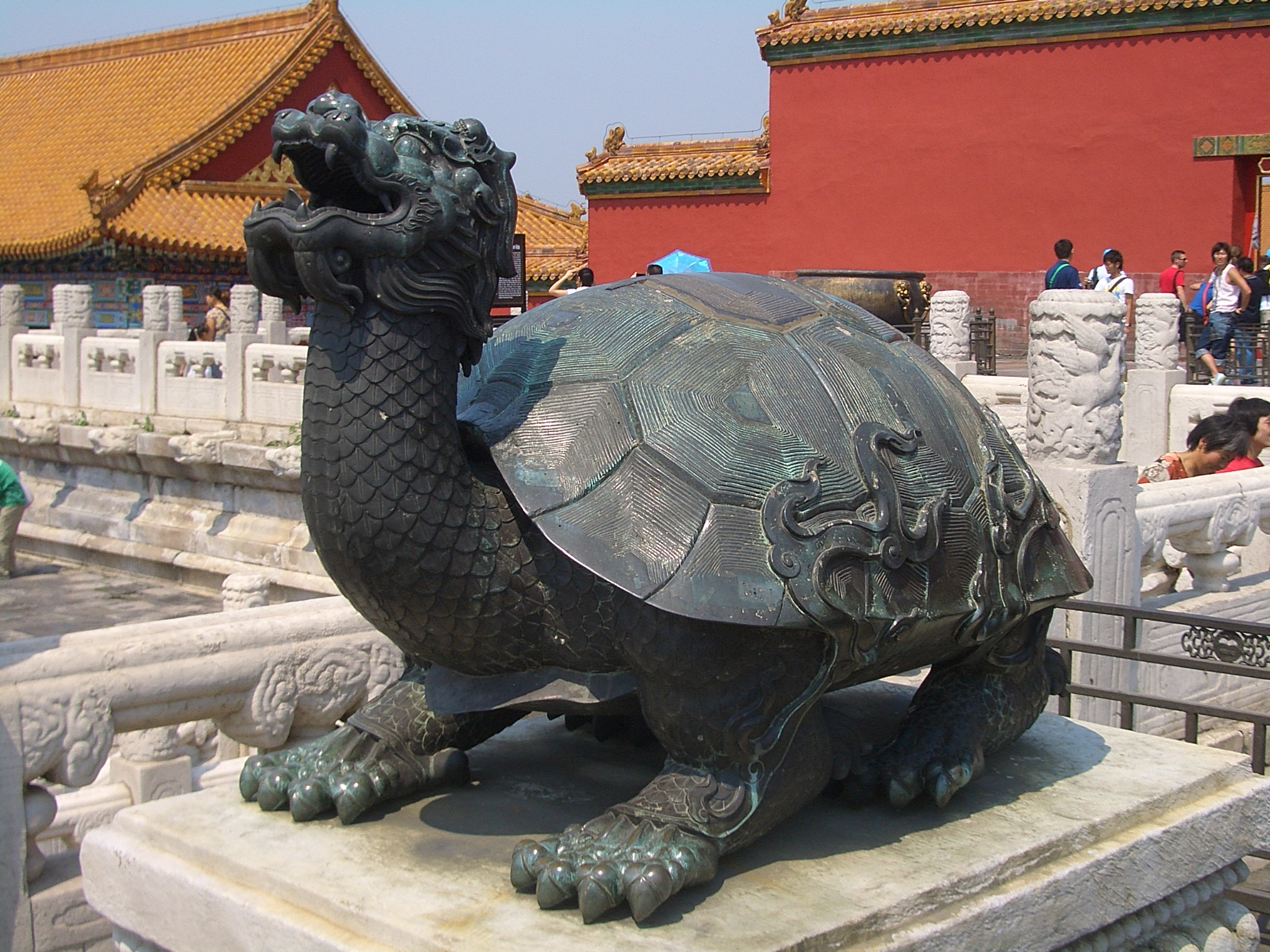
Escultura de Bixi de bronze, a les portes de la Sala de l'Harmonia Suprema

La Ciutat Prohibida era molt més que un simple edifici; representava un microcosmos de l'univers xinès, ple de simbolisme i significat. Representava el poder absolut de l'emperador i era el centre de la vida política, social i religiosa de l'Imperi. Avui dia, és un Patrimoni de la Humanitat i un dels destins turístics més populars de la Xina.
Al nord es troba el Pati Exterior, el més gran del palau, que albergava les oficines executives del govern, incloent-hi els Sis Consells (ministeris) i les oficines auxiliars. Seguint cap al nord, hi ha les Tres Sales Cerimonials, a l’eix principal: la Sala de l’Harmonia Suprema, que conté el tron imperial, la Sala de l’Harmonia Perfecta i la Sala de la Preservació de l’Harmonia. A les portes de la Sala de l'Harmonia Suprema, destaca una escultura de Bixi de bronze, que simbolitza el desig que l'emperador gaudeixi d'una llarga vida i d'un regnat prolongat.
La figura del Bixi és una escultura d'un ésser mitològic que combina el cos d'una tortuga amb el cap d'un drac. La tortuga està representada de manera robusta i equilibrada, amb proporcions detallades en la closca i extremitats. El cap té un disseny prominent i ornamentat, amb detalls que evoquen les característiques d'un drac xinès: ulls grans, banyes corbades i una boca oberta que transmet poder. El material de l'escultura és bronze, i conté detalls elaborats: la closca té gravats geomètrics i patrons intricats, mentre que les potes mostren arpes i escates. El coll té un acabat amb línies que suggereixen moviment i força.

### Mausoleu de Ming Xiaoling

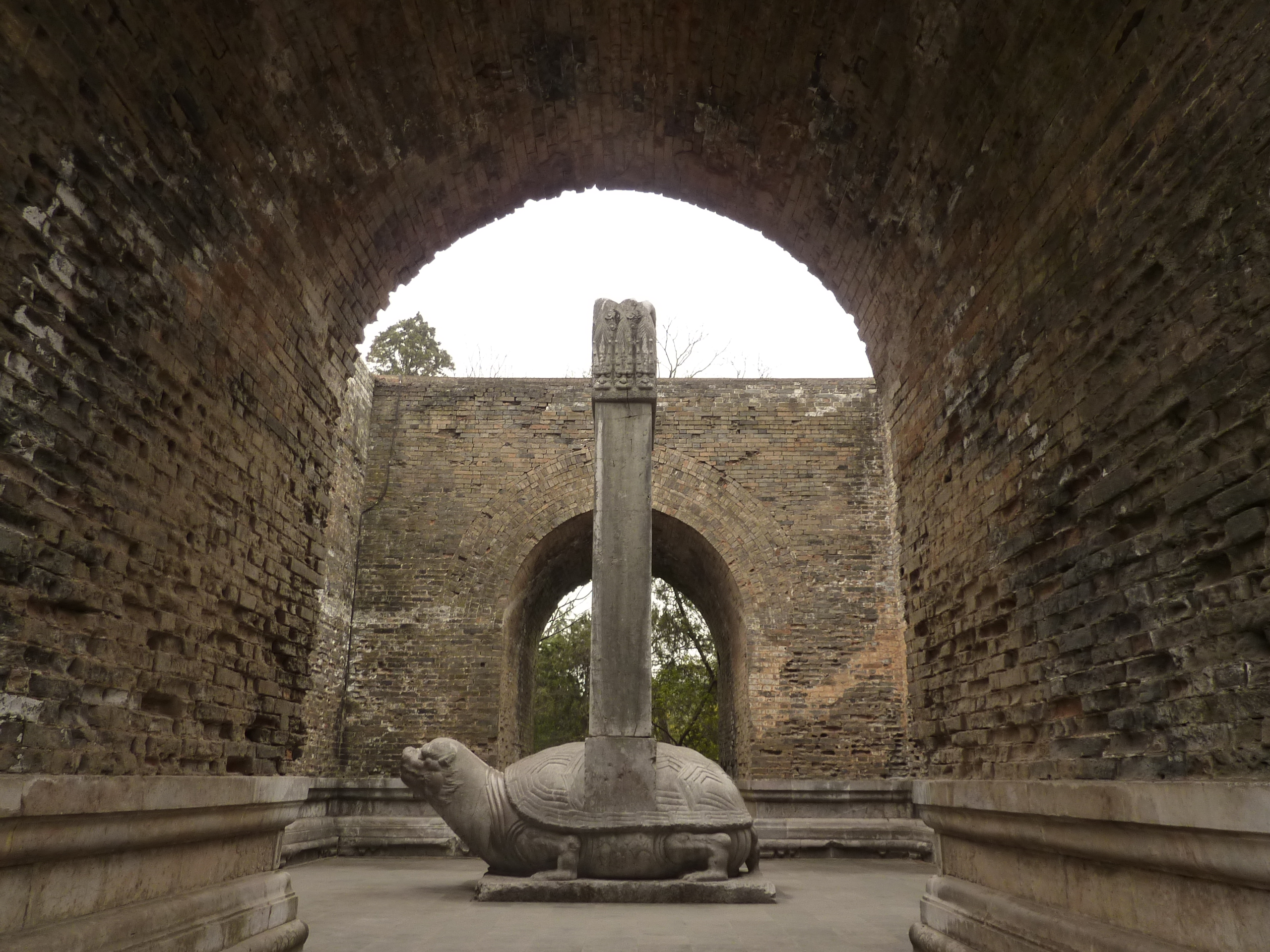
Estela de Bixi al pavelló Sifangcheng, al Mauseoleu de Ming Xiaoling

Una altra localització on es troba la figura de Bixi es al Mausoleu de Ming Xiaoling, també conegut com la tumba de Ming Xiaoling. L'emperador Hongwu, tambor anomenat nom Zhu Yuanzhang, 1328-139, fou el fundador de la dinastia Ming (1368-1644). Va ser una figura clau en la història de la Xina, la tomba de la qual, el Ming Xiaoling, és un dels majors mausoleus imperials del país. Aquest complex funerari està situat a Nanquín i reflecteix la grandesa i les creences espirituals de la dinastia Ming. Entre elles es troben vàries representacions de Bixi com un dels guardians del camí sagrat. Aquest camí es el que porta a les tombes de Ming.

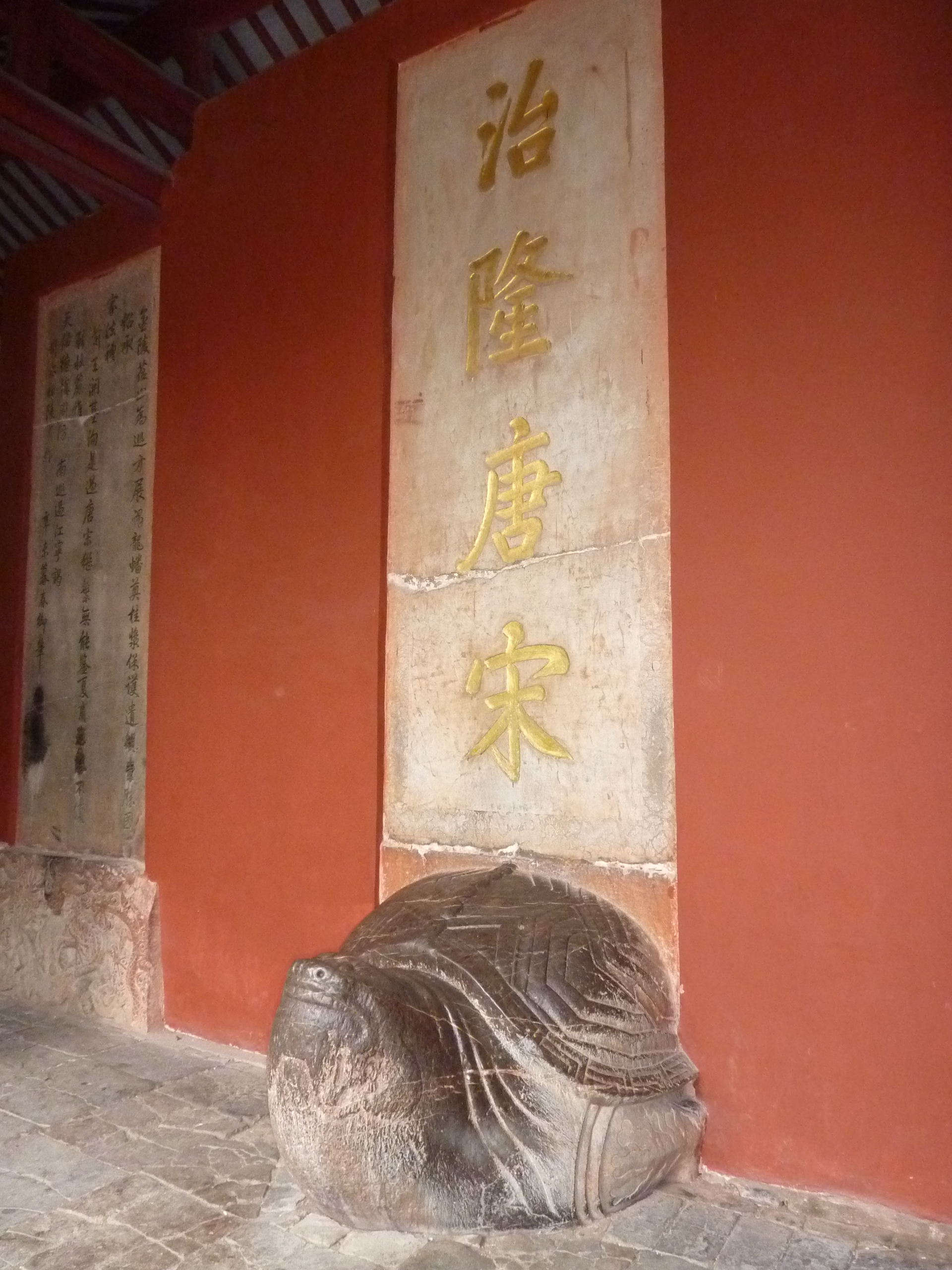
Estela de Bixi a l'entrada de la sala de les Tauletes del Mausoleu de Ming Xiaoling

La primera representació que es troba de Bixi aquí es la que es troba al pavelló Sifangcheng del mausoleu. El pavelló alberga a Bixi que es troba sostenint l'estela Shendong Shengde que significa "mèrits divins i virtuts divines o santes". Es troba amb el seu caracteristic cap de drac, i sobre la seva closca de tortuga situada a la seva esquena, s'axeca una estructura rectangular amb inscripcions. El que es troba escrito es que va una estela aixecada per l'emperador Yongle en 1413 en honor al seu pare, l'emperador Hong Wu. S'escull a Bixi per representar la longevitat i estabilitat de la dinastia i en honor de Hong Wu.
Una altra de les representacions de Bi Xi es troba a  La Sala de Tauletes de dins del complex Ming Xiaoling. Aqui trobem a Bixi de nou amb el seu caracteristic cap de drac pero la seva closca de tortuga queda tallada per la paret que es troba just a la meitat del seu cos. Tot i això es deixa entendre que aquest drac es el que està aguantant la llosa de pedra a la seva esquena. Aquesta estela es aixecada per l'emperador Kangxi de la dinastia Qing en honor al fundador de la dinastia Ming, l'emperador Hong Wu. Les tabletes laterals contenen un text  escrit pels fills de l'emperador Kangxi.

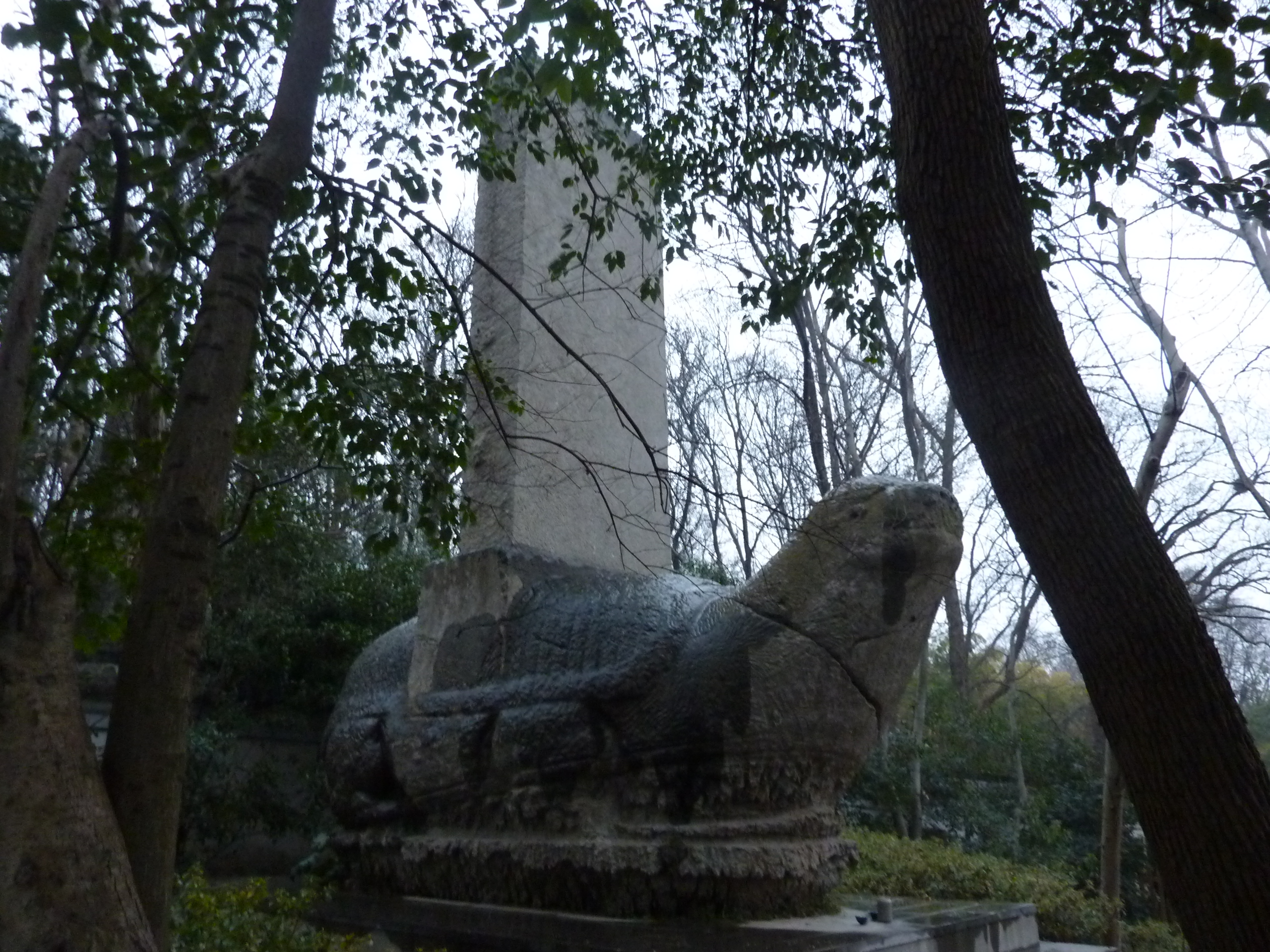
Estela inacaba de Bi Xi als afores del Mausoleu de Ming Xiaoling

La ultima estela que trobem es una situada a Hong Lou Yiwen Iuan, a l'est del mausoleu. Aquesta estela es troba inacabada pero encara es pot reconèixer els aspectes iconogràfics caracteristics de Bixi. Manté el seu cap de drac acompanyat d'una closca de tortuga a la seva esquena on a sobre d'aquesta, es troba una estela sense cap inscripció. Hi han vàries hipòtesis sobre el seu possible significat i el més possible es que simbolitzés el poder imperial.

## Altres localitzacions
La figura de Bixi no només ha sigut una figura molt popular dintre del món xinés, altres països també han fet ús de la imatge i significat d'aquest personatge.

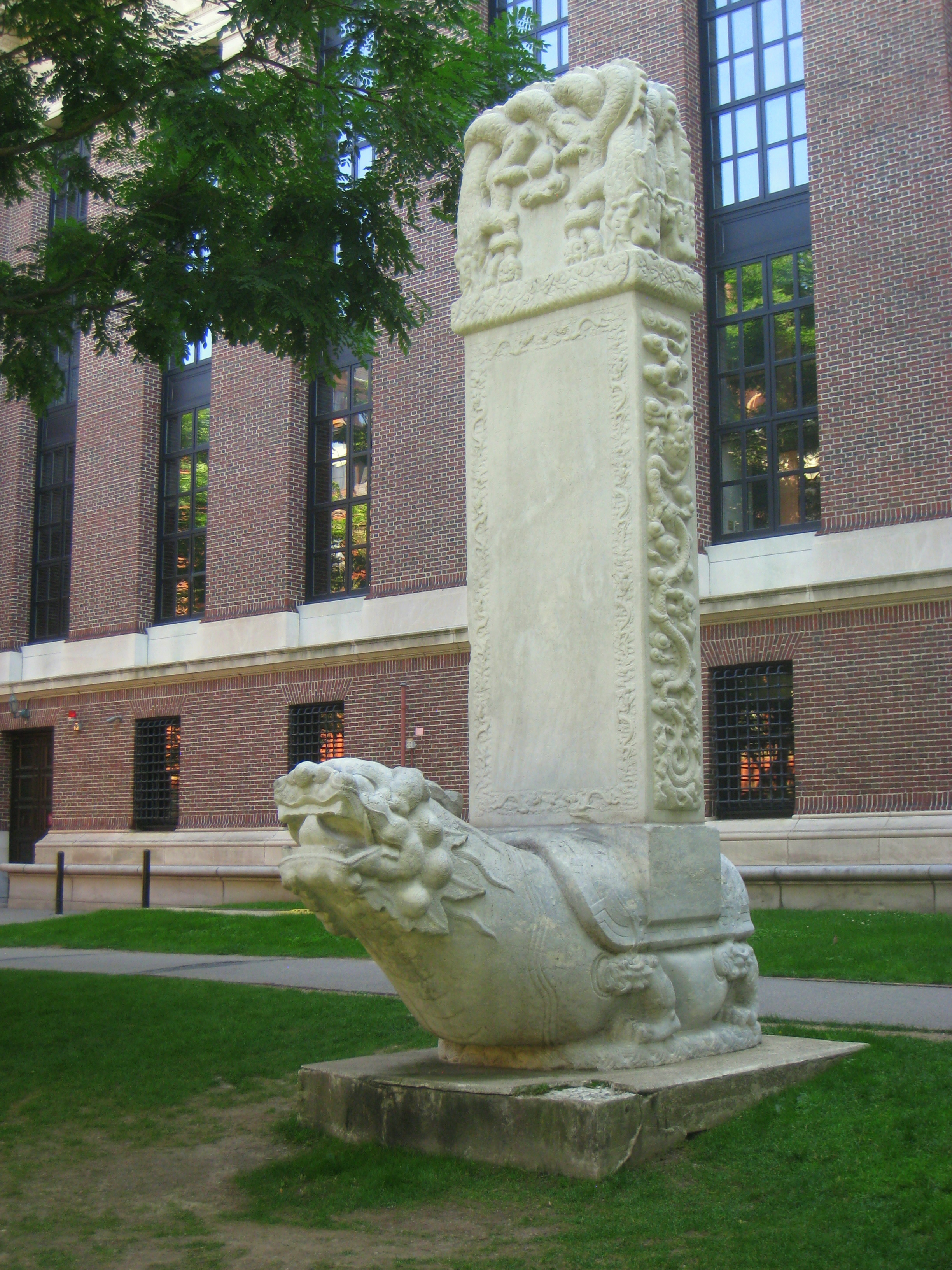
Estela de Bixi a la Universitat Harvard

La representació més contemporànea de Bixi es troba a la Universitat Harvard. Es una estela commemorativa de marbre xinés presentada a Harvard en 1936 com un regal de varis exalumnes xinesos per al tricentenari de la universitat. Originalment dedicada a l'oficial Qing Song-yun, l'estela va ser transportada des de Nanjing a Cambridge gràcies al suport del president Chiang Kai-shek i fons de més de mil exalumnes. La seva inscripció celebra el valor de la cultura i l'aprenentatge, destacant la contribució d'Harvard a l'educació global. La cal·ligrafia original va ser obra del canviat de nom erudit Hu Shi. A Harvard, aquesta estela amb la representació de la tortuga-drac Bixi simbolitza la duradora connexió entre les cultures xinesa i estatunidenca. No obstant això, la pedra ha sofert mal pel pas del temps i la pluja àcida, portant a la universitat a protegir-la durant els hiverns i digitalitzar-la en 2012 mitjançant un escaneig 3D. La inscripció del deixant emfatitza l'aprenentatge com a base del progrés cultural i celebra l'intercanvi cultural entre Orient i Occident, destacant a Harvard com a model educatiu.
Al Japó, aquest tipus d'esteles sostingut per tortugues es troba principalment en les tombes de personatges destacats del període Kamakura (1185-1333), especialment a la ciutat homònima. Una altra notable col·lecció d'esteles recolzats en tortugues, que daten dels segles XVII al XIX, es pot observar en el cementiri del domini dels daimyō de Tottori, situat als afores de Tottori. Fora d'aquests contextos, aquest disseny no sembla haver gaudit de gran popularitat en períodes anteriors o posteriors.

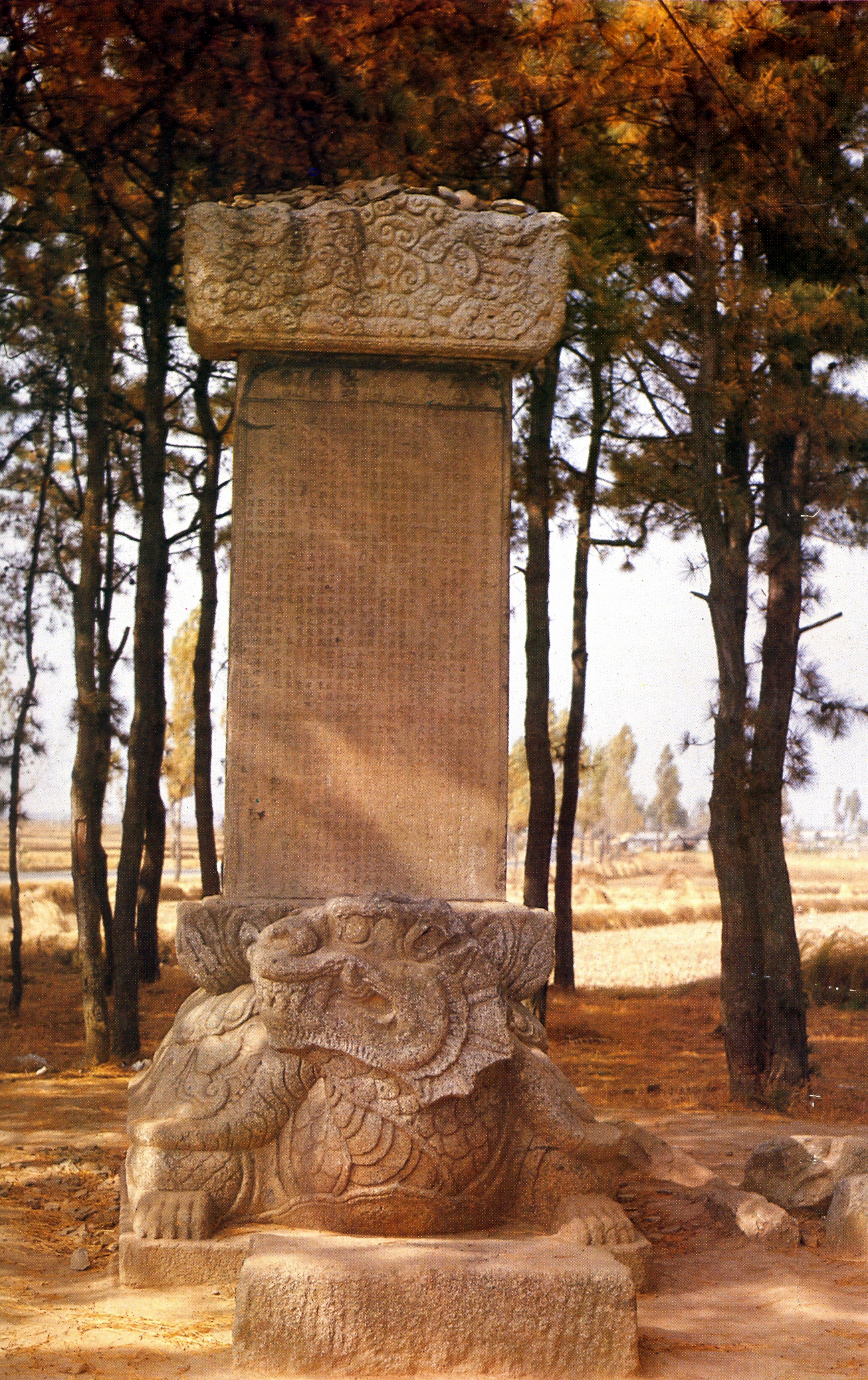
Estela de Bongseon Honggyeongsa, datada en 1026.

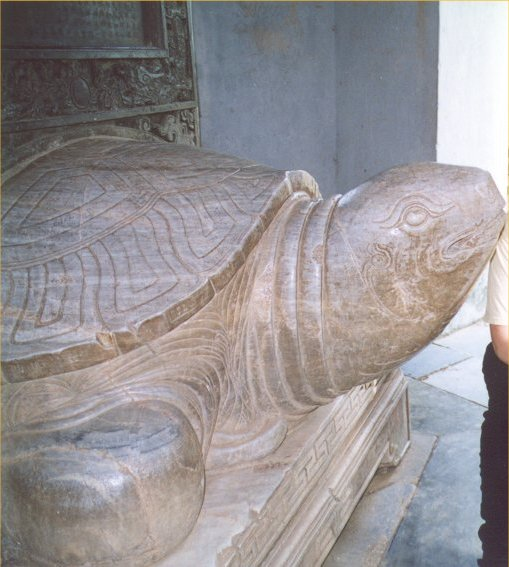
Tortuga al Temple Thiên Mụ, Hue, Vietnam, 1715

A Corea, les esteles de tortugues es documenten des de l'època dels Tres Regnes de Corea, com és el cas de la làpida del rei Muyeol de Silla, aixecada l'any 661. Aquest tipus de monuments també ha perdurat des del període de la dinastia Goryeo, sent un exemple destacat la estela de Bongseon Honggyeongsa, datada en 1026. La estela del Temple Bongseon Honggyeongsa, anomenada com el setè Tesoro Nacional de Corea en 1962, commemora la construcció d'aquest temple en 1021, durant el regnat del rei Hyeonjong. El temple va ser edificat seguint els desitjos del seu pare, el rei Anjong, i en inspiració al Sutra del Lotus. El deixant va ser erigit en 1026, cinc anys després de la fundació del temple, i és l'única cosa que roman d'aquest. La inscripció del deixant va ser redactada per Choi Chung, un destacat erudit confuciano de la dinastia Goryeo, mentre que la cal·ligrafia va ser realitzada per Baek Hyeonrye, en estil semicursivo. La estela descansa sobre un pedestal en forma de tortuga, amb caps de drac orientades de manera lateral, una característica comuna en les esteles d'Àsia oriental. El cap del drac està esculpida amb ales en forma d'aleta, donant una sensació de dinamisme. El cos del deixant està adornat amb un drac entre núvols. Actualment, es troba a Seonghwan-eup, a la ciutat de Cheonan, província de Chungcheong del Sud.
Vietnam també té una llarga tradició de deixants nascuts en tortugues, on commemoren a l'emperador Lê Thá Tổ, així com als graduats de l'acadèmia confuciana en el Temple de la Literatura d'Hanoi.

## Altres representacions

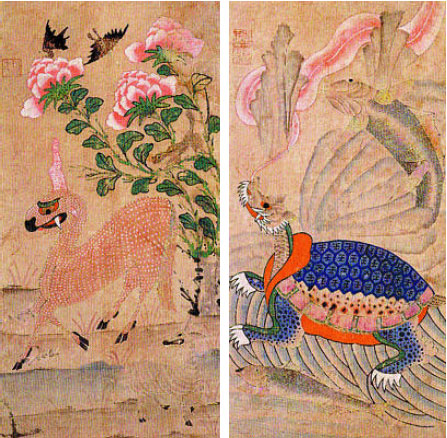
Minhwa, serp i tortuga, datats en la dinastia Joseon, a Corea.
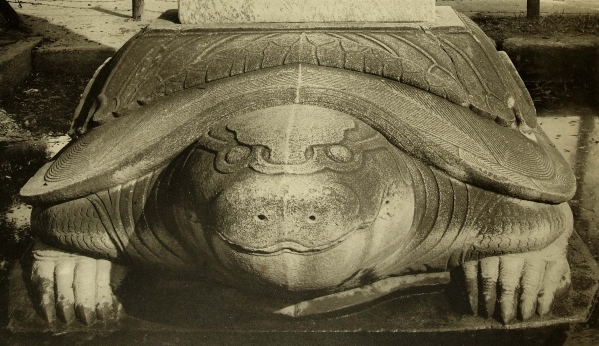
Escultura de la dinastia Joseon, a Corea.
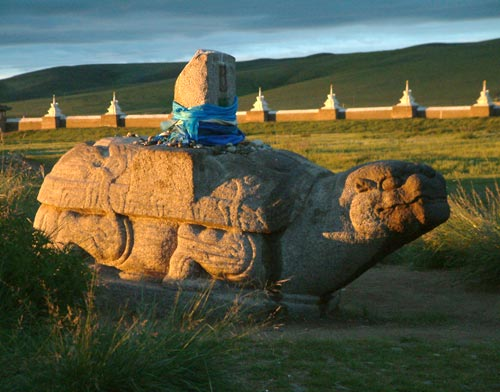
Representació a Karakorum, Mongòlia.